# Malerba (film 1949)
Malerba (City Across the River) è un film del 1949, diretto da Maxwell Shane. Il film, basato sul romanzo The Amboy Dukes di Irving Shulman, costituisce il debutto cinematografico di Tony Curtis.

## Trama
Il sedicenne Frank Cusack abita con la famiglia in una zona problematica del quartiere di Brooklyn. Ragazzo sufficientemente educato, si lascia fuorviare da alcuni amici, con i quali pratica azioni di criminalità minore, spesso commissionate dal fratello di Stan Albert, onesto gestore di una palestra locale, che conosce i giovani del rione fin dalla loro infanzia.
I ragazzi della gang giovanile di cui fa parte, con poca convinzione, anche Frank, si sono addirittura costruiti delle rudimentali pistole approfittando delle frese e dei torni presenti nell'aula di educazione tecnica della scuola, diretta dal professor Banno. È proprio quest'ultimo che Frank, con l'amico e compagno Benny Wilks, vogliono intimidire, raggiungendolo nell'aula scolastica dopo la fine delle lezioni. Nella colluttazione che ne segue parte accidentalmente un colpo dal revolver artigianale di Benny, sufficientemente potente tuttavia per uccidere il professor Banno.
Per Frank e Benny inizia allora un periodo difficile un cui sono incalzati dalla polizia: essi cercano di svicolare dalle inchieste degli investigatori, di costruirsi degli alibi, di tener nascosto il loro crimine agli amici e al vicinato. Grazie anche alla collaborazione di Stan, che in ogni caso è convinto dell'innocenza di Frank in prima persona, la polizia riesce a stringere il cerchio attorno ai due ragazzi. Benny cadrà vittima di un incidente durante un inseguimento, mentre Frank viene arrestato.

## Accoglienza
"Nonostante il suo punto di vista ristretto" – scriveva nel 1949 Thomas M. Pryor, il critico cinematografico del New York Times – "Malerba è una riflessione sincera e moderata sulla vita. I personaggi sono delineati con precisione, specie nei ruoli minori, e c'è un tocco aspro e nello stesso tempo naturale nel lavoro del regista/produttore Maxwell Shane e del suo collaboratore per la sceneggiatura, Dennis Cooper. La maggior parte degli attori sono poco noti, con l'eccezione di Stephen McNally, che impersona il direttore di un servizio utile alla cittadinanza, il che aggiunge al film un'ulteriore sfumatura di realismo".
Anche la rivista Variety dava (1949) un apprezzamento positivo del film: "Dal severo romanzo di Irving Shulman The Amboy Dukes il regista Maxwell Shane ha tratto con leggerezza un film efficace e genuino sulla delinquenza minorile (…) Le fila della trama sono finemente ordite all'interno del tessuto sociale (…) L'interpretazione di tutti i membri del cast è caratterizzata dal particolare accento che Shane pone sulla naturalezza".
Più di recente (2000), il critico Dennis Schwartz ha messo in dubbio il carattere veritiero della sceneggiatura: "Si tratta di una versione molto edulcorata di The Amboy Dukes di Irving Schulman, un libro su una rude banda di teenagers nella Brooklyn del dopoguerra. È un film piuttosto stantio, zeppo di stereotipi. Tutti i membri della banda sono personaggi di repertorio e la trama prevedibile non illumina fenomeno della delinquenza giovanile, limitandosi a gettare uno sguardo dall'esterno sulla durezza della vita di strada (…) Laddove il romanzo era nudo e crudo, il film ha perso tutto quanto vi era di essenziale, favorito in questo anche dalla recitazione monotona".